# Aya de Yopougon
Aya de Yopougon é um filme de drama animado franco-marfinense de 2013 dirigido e escrito por Marguerite Abouet e Clément Oubrerie, baseado na história em quadrinhos homônima. Estrelado por Aïssa Maïga, estreou na França em 17 de julho de 2013.

## Elenco
- Aïssa Maïga
- Eriq Ebouaney
- Emil Abossolo-Mbo
- Claudia Tagbo
- Pascal N'Zonzi
- Sabine Pakora

## Prêmios e indicações
- Indicado: César de melhor animação (2014)[2]